# Spilogona trisetalis
Spilogona trisetalis är en tvåvingeart som beskrevs av Zielke 1971. Spilogona trisetalis ingår i släktet Spilogona och familjen husflugor. Inga underarter finns listade i Catalogue of Life.